# Invenzione (diritto)
Nel diritto civile, l'invenzione (dal latino invenire, cioè trovare) è un modo di acquisto della proprietà di una cosa mobile a titolo originario, consistente nel ritrovamento di una cosa smarrita.
Cosa smarrita è la cosa mobile avente un valore economico che sia stata involontariamente perduta (se ci fosse volontà di perderla non si avrebbe una cosa smarrita bensì una cosa abbandonata, oggetto quindi di occupazione) dal proprietario o possessore, e costui ignori il luogo dove essa si trovi: il proprietario ha perduto la detenzione della cosa senza rinunciare alla proprietà e senza dimetterne il possesso. La cosa ha ancora un proprietario.
Per l'articolo 927 e seguenti del codice civile italiano, chi trova una cosa mobile, che le circostanze fanno presumere sia stata smarrita e non abbandonata, deve restituirla al proprietario o, se non lo conosce, al sindaco del comune in cui l'ha ritrovata, che dà notizia del ritrovamento nell'albo pretorio e provvede alla sua custodia.

Il proprietario potrà proporre reclamo della cosa e avanzare la richiesta di restituzione, ma al ritrovatore spetterà una somma di denaro che la legge fissa in una percentuale del valore della cosa: un decimo del valore della cosa, se tale valore eccede 5,16 euro, il restante è pari ad un ventesimo. Qualora la cosa non abbia un valore commerciale, ma affettivo, l'entità del premio verrà fissata dal giudice secondo il suo equo apprezzamento. 

Al proprietario smarritore sono equiparati il possessore e il detentore.
Trascorso un anno dalla pubblicazione senza che lo smarritore si presenti, questi perde la proprietà della cosa e ne diventa proprietario il ritrovatore.
L'invenzione è modo di acquisto della proprietà diversa dell'occupazione: prescinde dall'apprensione materiale della cosa; nell'eventuale conflitto tra chi abbia per primo avvistato la cosa e chi l'abbia successivamente raccolta prevale il primo.

## Ritrovamento del tesoro
Il codice civile prevede come ipotesi separata quella del ritrovamento del tesoro. È tale, per l'articolo 932, ogni cosa mobile di pregio, nascosta o sotterrata, di cui nessuno può provare di essere proprietario. 

Se il ritrovamento è fatto dal proprietario del fondo, il tesoro è suo; se è fatto da altri, spetta per metà al ritrovatore e per metà al proprietario del suolo (a cui è equiparato l'enfiteuta). Il diritto del non proprietario sorge solo se il tesoro è da lui stato scoperto per solo effetto del caso, non se si tratta di persona incaricata di effettuare le ricerche.
La scoperta del tesoro, come l'invenzione in genere, è un fatto giuridico, tuttavia non produce come l'invenzione l'acquisto definitivo della proprietà: altri può sempre dimostrare la proprietà del tesoro e rivendicarla nei confronti dello scopritore.
Il contenuto del terzo comma dell'articolo 932 rimanda alle disposizioni delle leggi speciali (D.L.vo 22 gennaio 2004, n. 42 - artt.90-93, Codice dei beni culturali e del paesaggio) per disciplinare il ritrovamento degli oggetti di interesse storico, archeologico, paletnologico, paleontologico ed artistico. Nello specifico, tali oggetti sono sottratti all'acquisto in proprietà privata e sono attribuiti alla proprietà dello Stato. Tuttavia, è previsto un premio per il ritrovamento.